# باکونیشاگ
باکونیشاگ (به مجاری: Bakonyság) یک شهرداری در مجارستان است که در ناحیه پاپا واقع شده‌است. باکونیشاگ ۸٫۵۶ کیلومتر مربع مساحت و ۸۴ نفر جمعیت دارد.